# Richard Gyptner

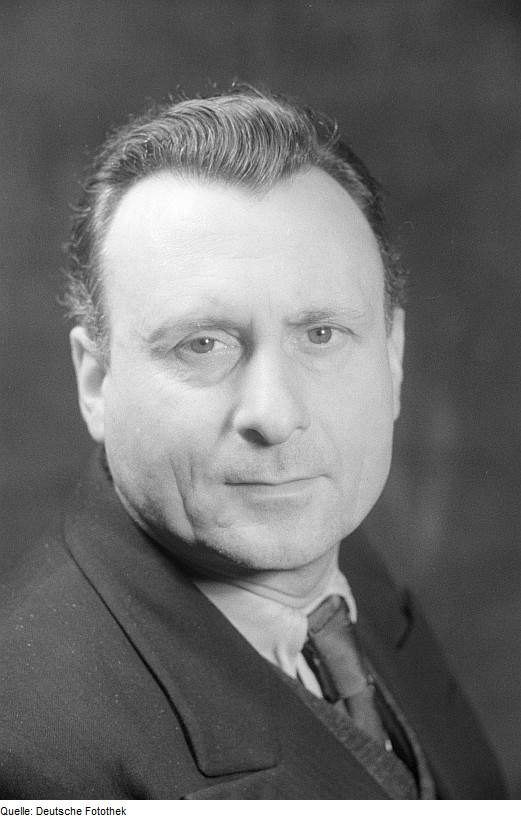
Richard Gyptner 1946

Richard Gyptner (* 3. April 1901 in Hamburg; † 2. Dezember 1972 in Ost-Berlin) war ein deutscher KPD- und SED-Funktionär. Er war Mitglied der Gruppe Ulbricht und später Botschafter der Deutschen Demokratischen Republik.

## Leben
Richard Gyptner besuchte in Hamburg die Volksschule. Von 1916 bis 1918 macht er eine Lehre in einer Elektrohandlung. 1916 trat er in den Verband Deutscher Handlungsgehilfen ein. 1919 gehörte er zu den Gründungsmitgliedern der KPD in Hamburg. Von 1919 bis 1920 arbeitete er als Schiffbauhelfer im Hamburger Werfthafen. Von 1920 bis 1924 saß er dem Kommunistischen Jugendverband Deutschlands vor. Von 1922 bis 1928 war er Mitglied des Exekutivkomitees der Kommunistischen Jugendinternationale in Moskau. 1923 wurde sein Sohn Rudolf Gyptner geboren. 1929 wurde er Sekretär von Georgi Dimitrow. 1933 ging Gyptner nach Paris und arbeitete im Büro der Internationalen Roten Hilfe von Willi Münzenberg als Vertreter der Komintern. 1935 ging Gyptner in die UdSSR. In Moskau arbeitete er als Redakteur beim Sender „Freies Deutschland“.
Er kehrte am 30. April 1945 mit der Gruppe Ulbricht nach Deutschland zurück, wurde im Juni 1945 Sekretär des ZK der KPD. Nach der Zwangsvereinigung von SPD und KPD im April 1946 wurde Gyptner einer der beiden paritätischen Sekretäre des SED-Parteivorstandes. Von März 1949 bis Mai 1950 war er als Nachfolger von Artur Lehmann Vizepräsident der Berliner Volkspolizei und Leiter der Abteilung Polit-Kultur und vertrat seit September 1949 den Polizeipräsidenten Paul Markgraf, der zum Studium in der Sowjetunion weilte.
Nach dem Besuch der Landesparteischule Liebenwalde vom Juni bis Dezember 1950 war Gyptner von Januar 1951 bis 1953 Leiter einer Hauptabteilung im Amt für Information. Nach dessen Auflösung ging er im Februar 1953 zum Außenministerium, wo er verschiedene Hauptabteilungen leitete und später Botschafter wurde.
Er schlug die Einrichtung einer Zentrale für Aufbau und Aufklärung, mit Rudolf Engel als Vorsitzendem sowie Herbert Gute als dessen Stellvertreter vor und ernannte ein fünfköpfiges Leitungsgremium. Gyptner leitete die Hauptabteilung Kapitalistisches Ausland im Außenministerium der DDR.

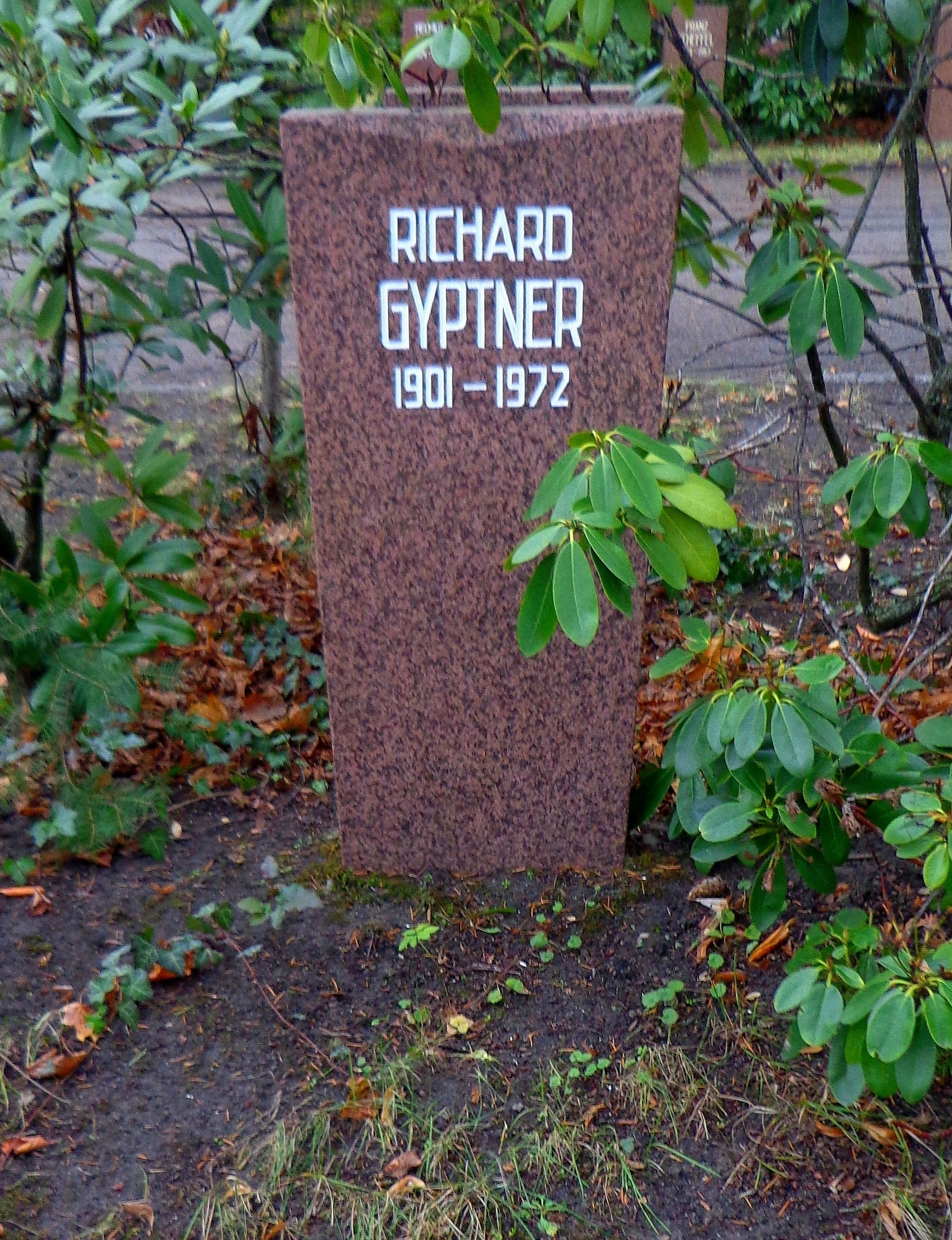
Grabstätte

Gyptner war seit 1954 Mitglied und später Ehrenpräsident der Deutschen Liga für die Vereinten Nationen. Von November 1955 bis 1958 war er Botschafter in Peking, 1958 bis 1961 Bevollmächtigter der DDR-Regierung für die arabischen Staaten in Kairo und von März 1961 bis April 1963 Botschafter in Warschau. 1964 ging er in den Ruhestand und lebte zuletzt als Arbeiterveteran in Berlin.
Seine Urne wurde in der Grabanlage Pergolenweg des Berliner Zentralfriedhofs Friedrichsfelde beigesetzt.

## Ehrungen
- 1955 Vaterländischer Verdienstorden in Silber
- 1957 Ernst-Moritz-Arndt-Medaille
- 1960 Orden Banner der Arbeit
- 1961 Vaterländischer Verdienstorden in Gold
- 1965 Karl-Marx-Orden